# This Sweet Old World
This Sweet Old World è un album in studio della cantante statunitense Lucinda Williams, pubblicato nel 2017.
Si tratta di una rivisitazione del suo quarto album in studio, ovvero Sweet Old World, uscito nel 1992.

## Tracce
Tutte le tracce sono state scritte da Lucinda Williams, eccetto dove indicato.
1. Six Blocks Away – 4:13
2. Prove My Love – 4:53
3. Something About What Happens When We Talk – 4:44
4. Memphis Pearl (Lorne Rall, Lucinda Williams) – 4:19
5. Sidewalks of the City – 5:23
6. Sweet Old World – 4:45
7. Little Angel, Little Brother – 4:42
8. Pineola – 4:18
9. Lines Around Your Eyes – 2:45
10. Drivin' Down a Dead End Street (Betty Elders, Lucinda Williams) – 6:06
11. Hot Blood – 6:19
12. Which Will (Nick Drake) – 4:31
13. Factory Blues (traditional) – 3:36
14. What You Don't Know (James Lauderdale, John Leventhal) – 3:52
15. Wild and Blue (John Scott Sherrill) – 3:31
16. Dark Side of My Life – 3:02

## Formazione
- Lucinda Williams – voce, chitarra
- David Bianco – organo
- Greg Leisz – chitarra, lap steel guitar
- Stuart Mathis – chitarra
- Butch Norton – percussioni, batteria, cori
- David Sutton – basso, cori